# Seconda battaglia di Mesilla
La seconda battaglia di Mesilla è stato l'ultimo scontro combattuto nel Territorio Confederato dell'Arizona nell'ambito della guerra di secessione americana.
Si trattò più che altro di una scaramuccia senza spargimento di sangue tra miliziani confederati e nordisti nei pressi della città di Mesilla.
Qualche giorno dopo, il 4 luglio, l'arrivo della California Column sulla riva occidentale del Rio Grande spinse i sudisti a ritirarsi verso El Paso e San Antonio (Texas).